# Thalassocnus
Thalassocnus es un género extinto de perezosos gigantes de la familia Nothrotheriidae, emparentada cercanamente con los Megatheriidae.
Eran semiacuáticos o acuáticos marinos y vivieron en América del Sur durante el Mioceno y el Plioceno.
Se encontraron fósiles en las costas de Perú, con un ejemplar hallado en Bahía Inglesa, en el norte de Chile en 2008. Fueron al parecer pacedores que comían hierba de mar y algas. Con el tiempo, pasó de una alimentación semiacuática a una alimentación en aguas más profundas; es posible que hayan utilizado sus poderosas garras para sujetarse al fondo marino para facilitar la alimentación, similar comportamiento al de la iguana marina.

## Especies
Existían varias especies:
- Thalassocnus antiquus † de Muizon et al., 2003
- Thalassocnus natans † de Muizon & McDonald, 1995 (especie tipo)
- Thalassocnus littoralis † McDonald & de Muizon, 2002
- Thalassocnus carolomartini † McDonald & de Muizon, 2002
- Thalassocnus yaucensis † de Muizon et al., 2004
- Thalassocnus sp. † Canto et al., 2008